# Balazuc
Balazuc är en kommun i departementet Ardèche i regionen Auvergne-Rhône-Alpes i sydöstra Frankrike. Kommunen ligger  i kantonen Vallon-Pont-d'Arc som ligger i arrondissementet Largentière. År 2022 hade Balazuc 383 invånare.

## Befolkningsutveckling
Antalet invånare i kommunen Balazuc
Referens: INSEE

## Galleri

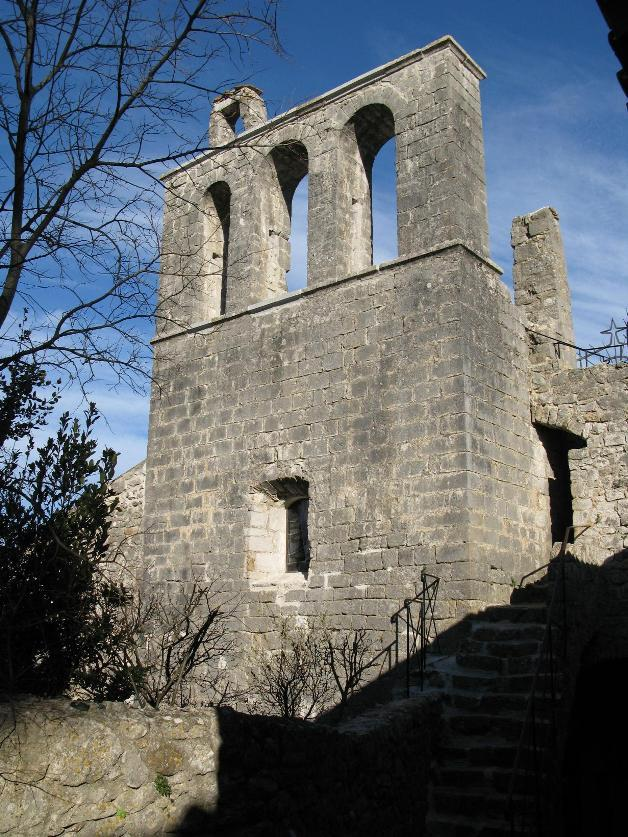
Église Sainte-Madeleine
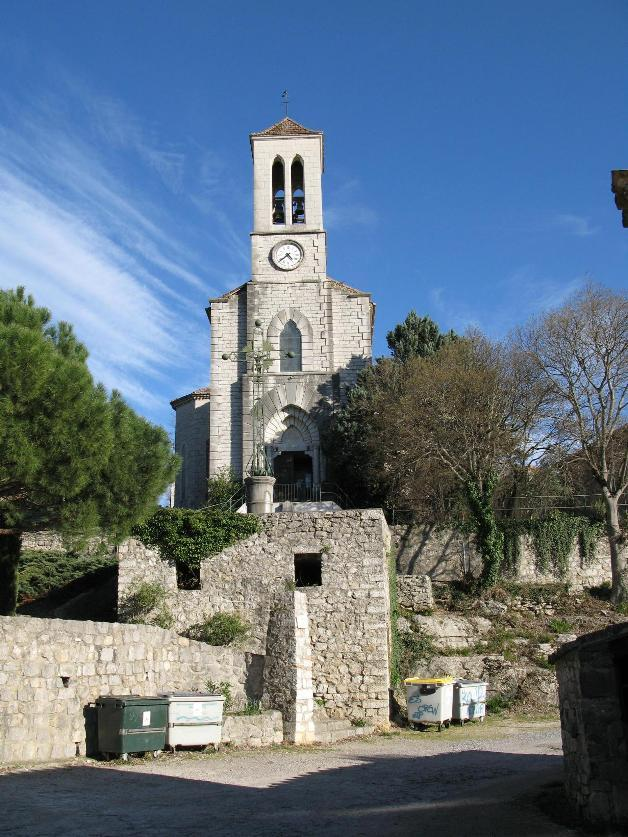
Nouvelle église
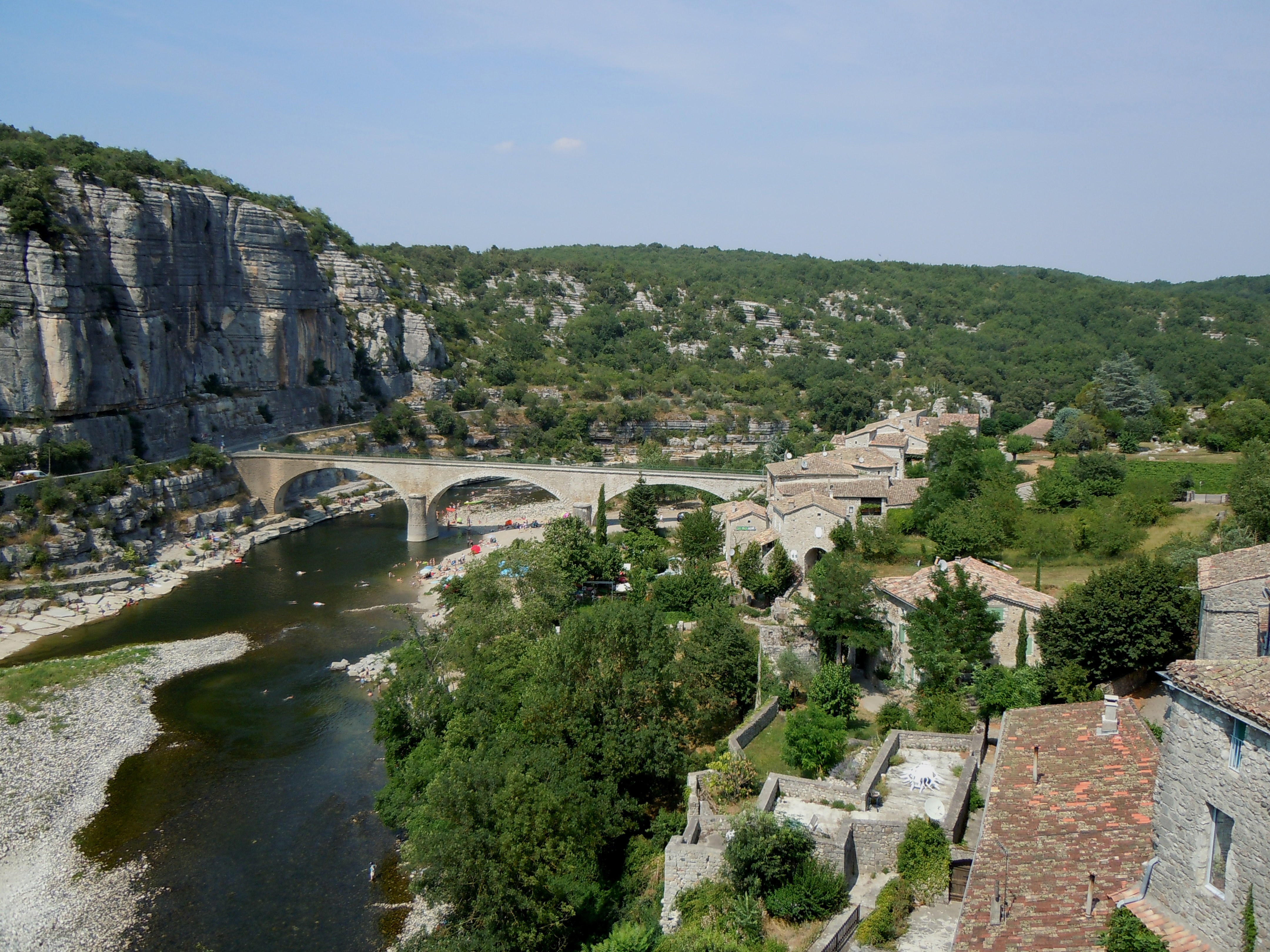
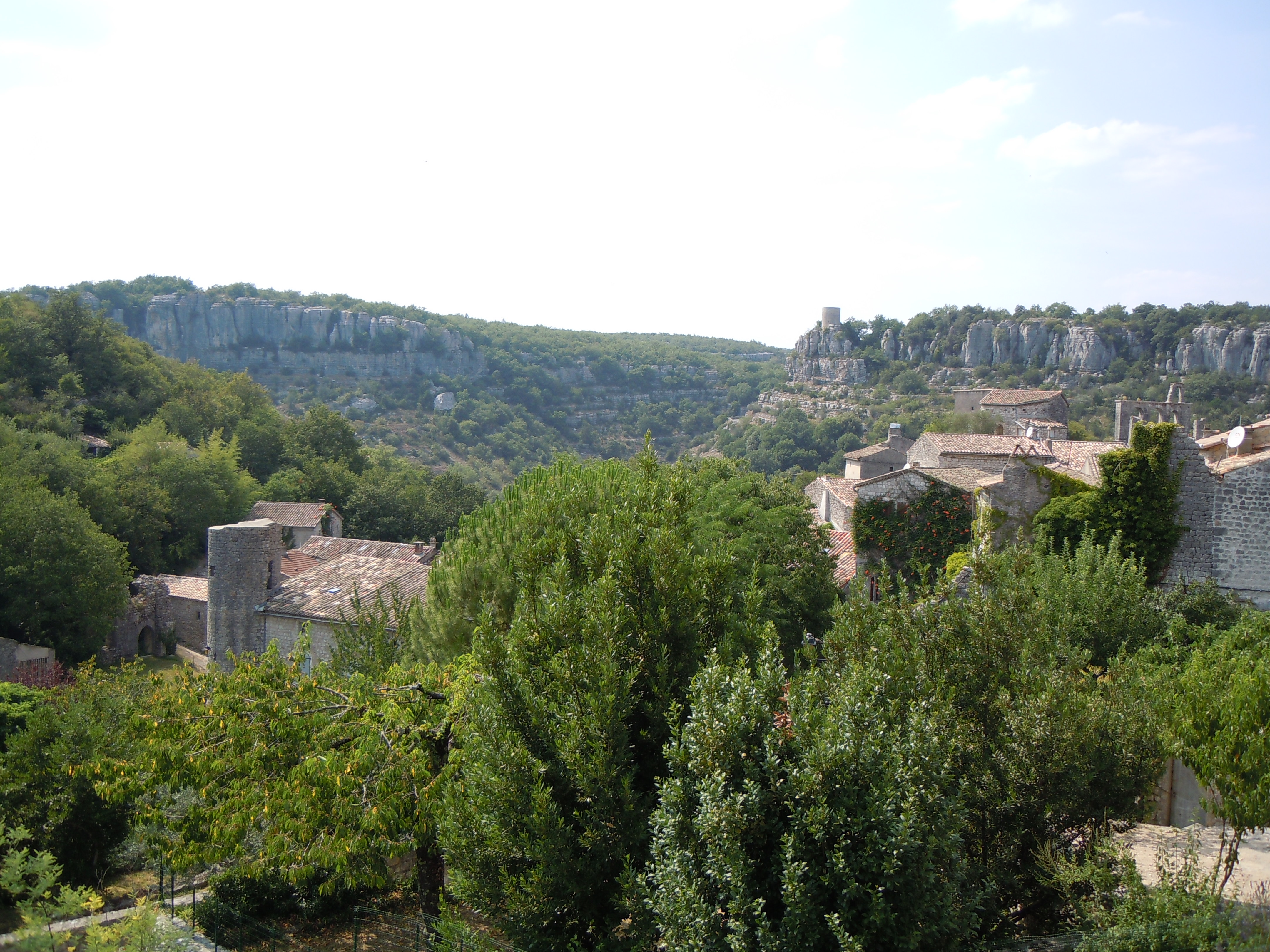
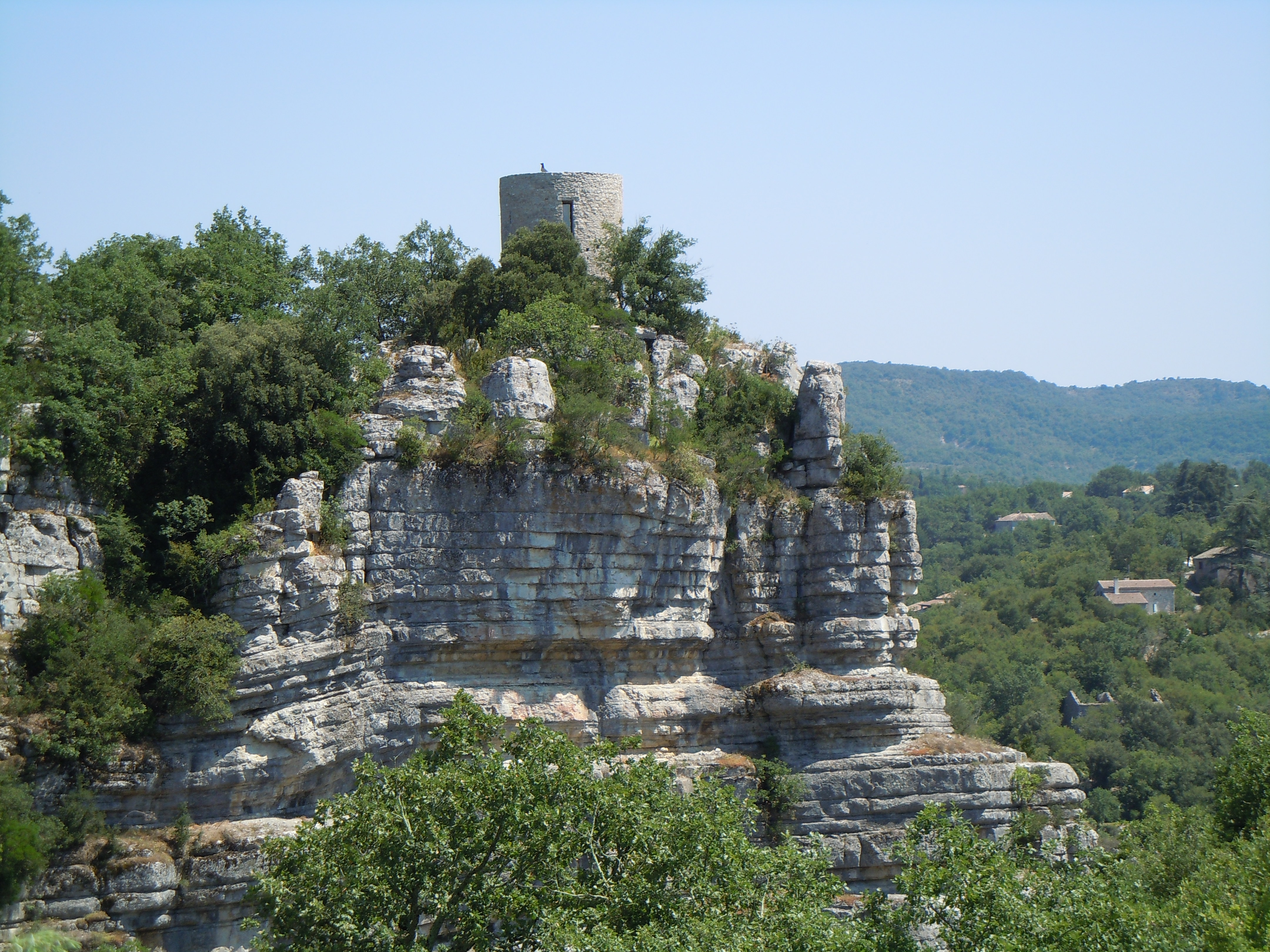
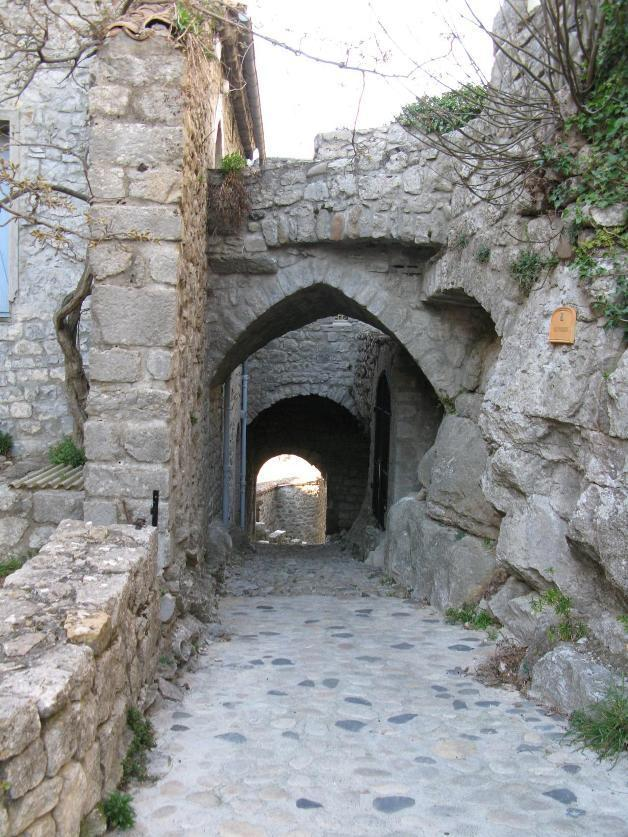
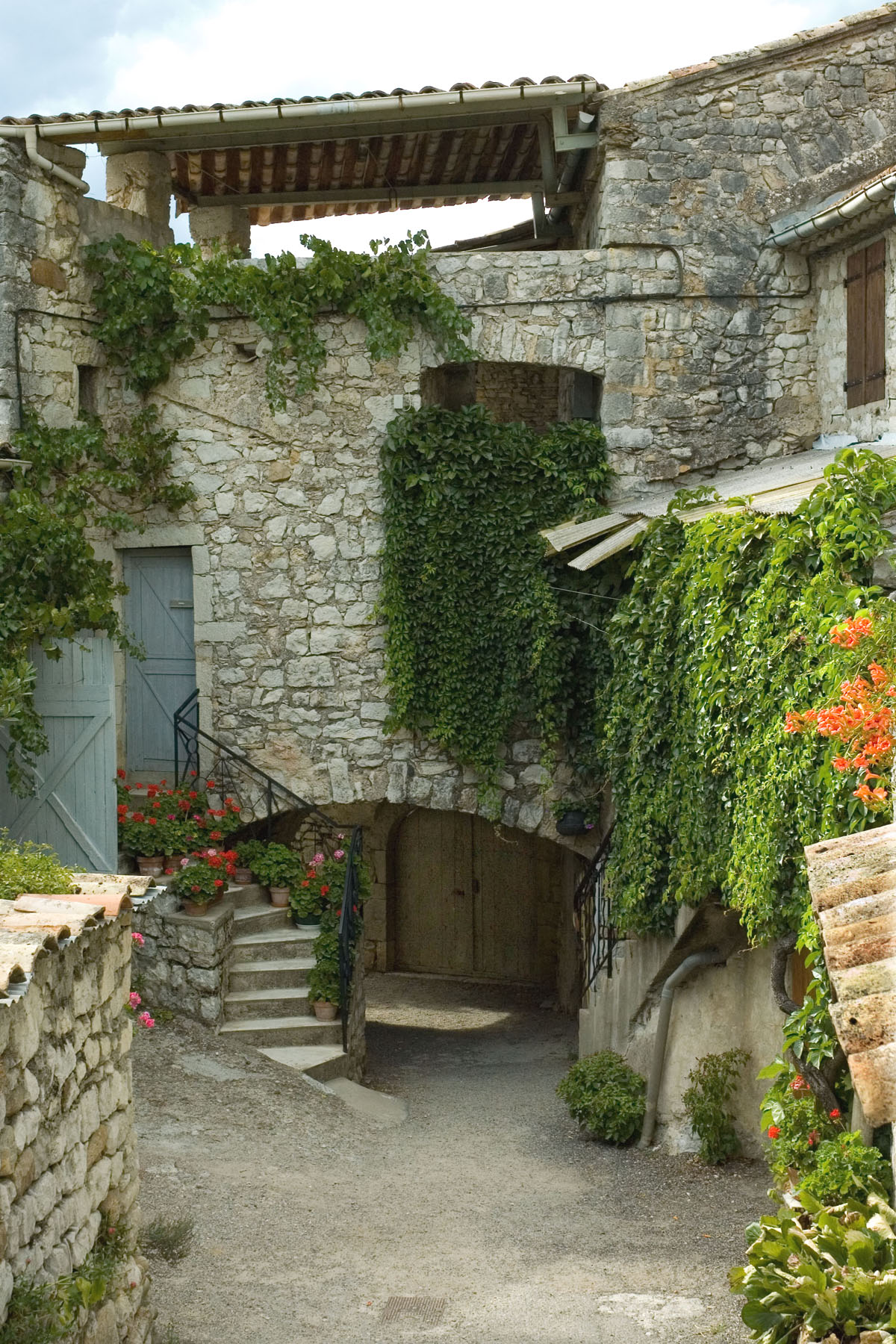